# Roger Grey (10e comte de Stamford)
Roger Grey, 10e comte de Stamford (27 octobre 1896 - 18 août 1976) est un pair anglais. Il prend son siège à la Chambre des lords le 19 mars 1919 mais siège rarement à la Chambre.

## Patrimoine
Né à Londres  le 27 octobre 1896, il est connu dès sa naissance sous le titre de courtoisie de Lord Grey of Groby. Fils unique du 9e comte de Stamford et de sa femme, née (Elizabeth Louisa) Penelope Theobald (1865–1959), il est le frère de Lady Jane Grey (1899–1991), qui devient par mariage Lady Jane Turnbull.
Son siège, Dunham Massey Hall, à Altrincham, est venu à la famille Grey en 1758 par le mariage de Harry Grey avec Lady Mary Booth, fille et unique héritière de George Booth.

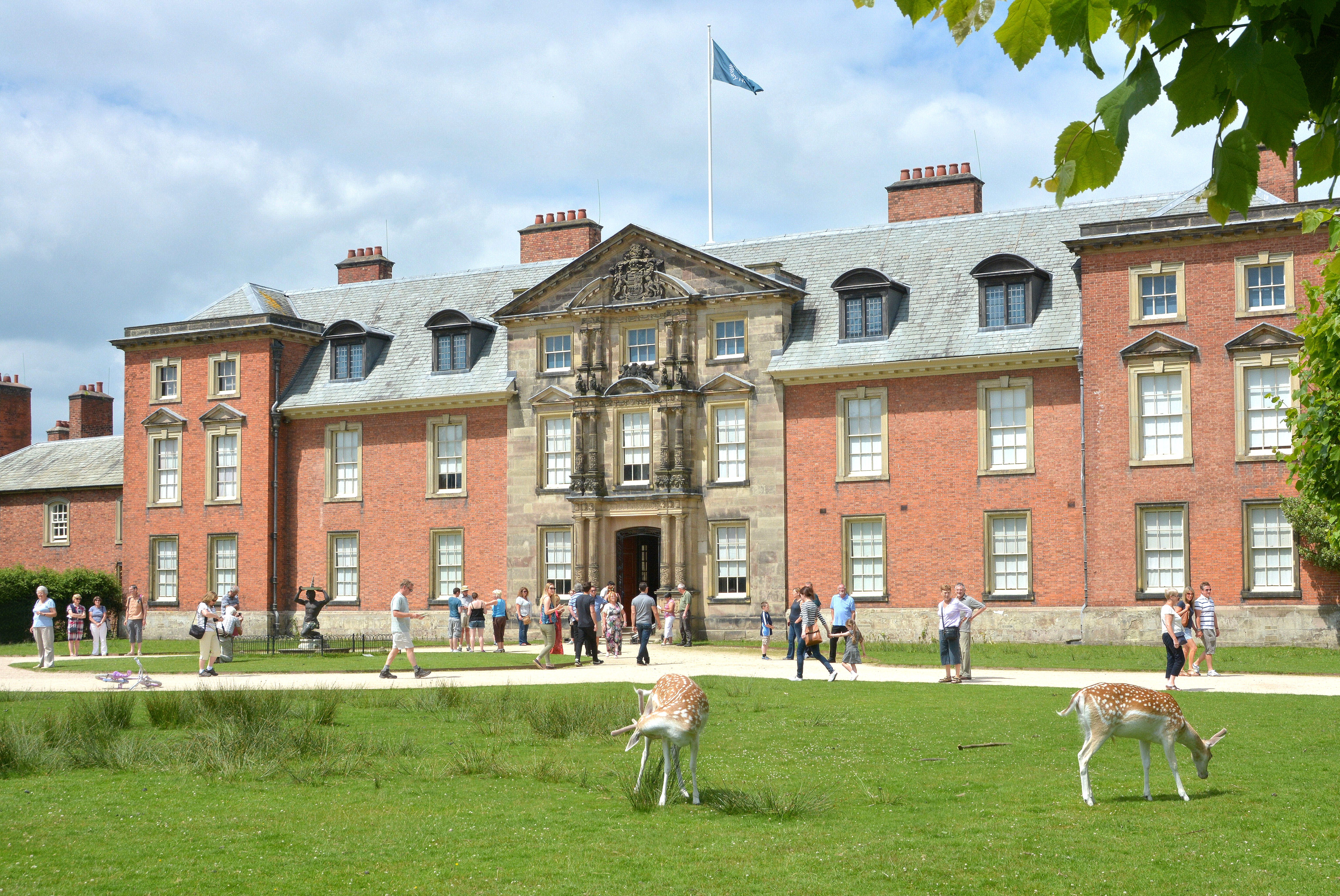
Dunham Massey, siège des comtes de Stamford.

## Biographie
Héritier du comté de Stamford à l'âge de treize ans, il prend la direction du domaine Dunham Massey en 1917, à sa majorité. Conformément à la vision de son père, il dirige le domaine de manière paternaliste, facturant à ses locataires agricoles de faibles loyers, convaincu que l'agriculture est moins une entreprise qu'un mode de vie.
Formé au collège d'Eton et au New College d'Oxford, à partir de 1919, il est sous-lieutenant dans la Réserve de la Force territoriale pendant la Première Guerre mondiale. En 1918-1919, il est attaché honoraire à la légation britannique à Berne. Dans le gouvernement de coalition de 1922 de David Lloyd George, il est Secrétaire parlementaire privé (non rémunéré) du vicomte Peel, secrétaire d'État à l'Inde.
Très respecté à Altrincham, il est invité à devenir maire fondateur de cette ville en 1937, l'année du couronnement de George VI. Il continue comme maire d'Altrincham jusqu'en 1938. Pendant de nombreuses années, il est juge de paix et sous-lieutenant pour le comté de Cheshire.
Avec dévouement et persévérance, il rassemble de nombreux trésors de Grey et Booth - principalement des portraits de famille et une collection exceptionnelle d'argenterie huguenote - qui ont été aliénés des comtes de Stamford à la mort ou avant la mort, en janvier 1905, de Catherine, comtesse de Stamford et Warrington.
Parmi ses autres biens précieux, L'Allégorie avec Vénus, Mars, Cupidon et le Temps de Guerchin et une sculpture sur bois de Grinling Gibbons d'après la Crucifixion du Tintoret.
La référence de Simon Jenkins à la « pauvreté distinguée » n'est qu'à moitié vraie.
Sauf en de rares occasions au profit d'œuvres caritatives, et en le transformant en hôpital militaire pendant la Première Guerre mondiale, Lord Stamford n'a pas ouvert sa maison au public, choisissant de vivre en reclus. Idéaliste, il épouse les principes du Christianisme social et, bien que dépourvu de panache, sa vision est en harmonie avec le mouvement Young England. Lui et sa mère sont des amis proches de Hewlett Johnson, qu'il a peut-être aidé dans ses promotions aux doyens de Manchester et de Canterbury. Il évolue dans le cercle de Ramsay MacDonald.
À Dunham Massey, il reçoit l'empereur exilé Haïlé Sélassié Ier d'Éthiopie après l'expulsion de ce dernier de l'Abyssinie. D'un tempérament timide et pacifique, il est un fervent partisan de la Société des Nations.
On dit qu'il a persuadé Robert Hudson, ministre de l'Agriculture, de préserver le parc médiéval aux cerfs de Dunham Massey de l'abattage d'arbres pendant la Seconde Guerre mondiale. Il vend son domaine de Carrington à une société qui est une filiale de Royal Dutch Shell, mais agrandit la propriété foncière de Dunham Massey par des achats d'autres fermes dans les années d'après-guerre.
Le 17 juillet 1946, lui et sa mère invitent le roi George VI et la reine à déjeuner à Dunham Massey.

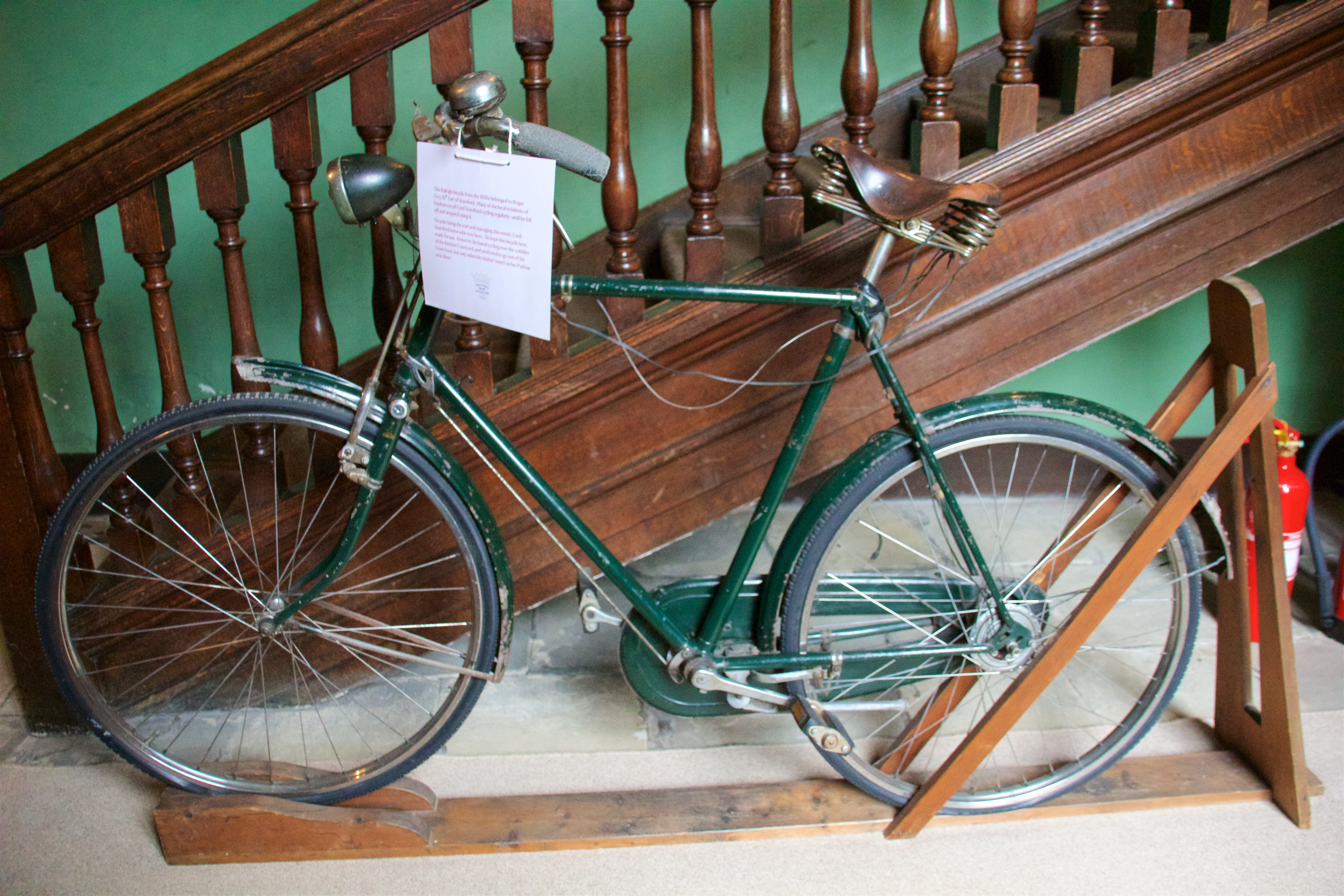
Vélo Raleigh des années 1930, appartenant à Roger Gray, 10e comte de Stamford.

## Héritage
Lord Stamford ne s'est pas marié. À sa mort à Manchester le 18 août 1976, ses deux titres de pairie de comte de Stamford et de baron Gray de Groby s'éteignent. Il lègue son domaine Dunham Massey, la maison et son contenu au National Trust. Il a laissé un journal qui enregistre ses activités de collectionneur.
Il est enterré non pas dans la chapelle familiale de l'église paroissiale de Bowdon mais dans le cimetière de St Mark's, Dunham Massey, où il repose près de sa mère et avec quelques serviteurs de la famille.
Un mémorial à Stamford dans l'église paroissiale de Bowdon le décrit comme « un propriétaire terrien dévoué au bien-être de son peuple ». Il y a un autre mémorial pour lui à Bradgate Park, Leicestershire, un domaine ancestral de Grey, mais qu'il ne possédait pas.
Les archives de Dunham Massey sont maintenant en possession de la John Rylands Library, à Manchester, à laquelle Stamford a ajouté les archives de Gilbert White, curé de Selborne, Hampshire, dont il est un descendant collatéral.